# Adam Górczyński
Adam Górczyński (ur. 17 października 1962 roku w Gdyni) – producent,
dziennikarz i reżyser telewizyjny, wydawca prasowy.

## Wykształcenie
Absolwent Instytutu Dziennikarstwa Uniwersytetu Warszawskiego.

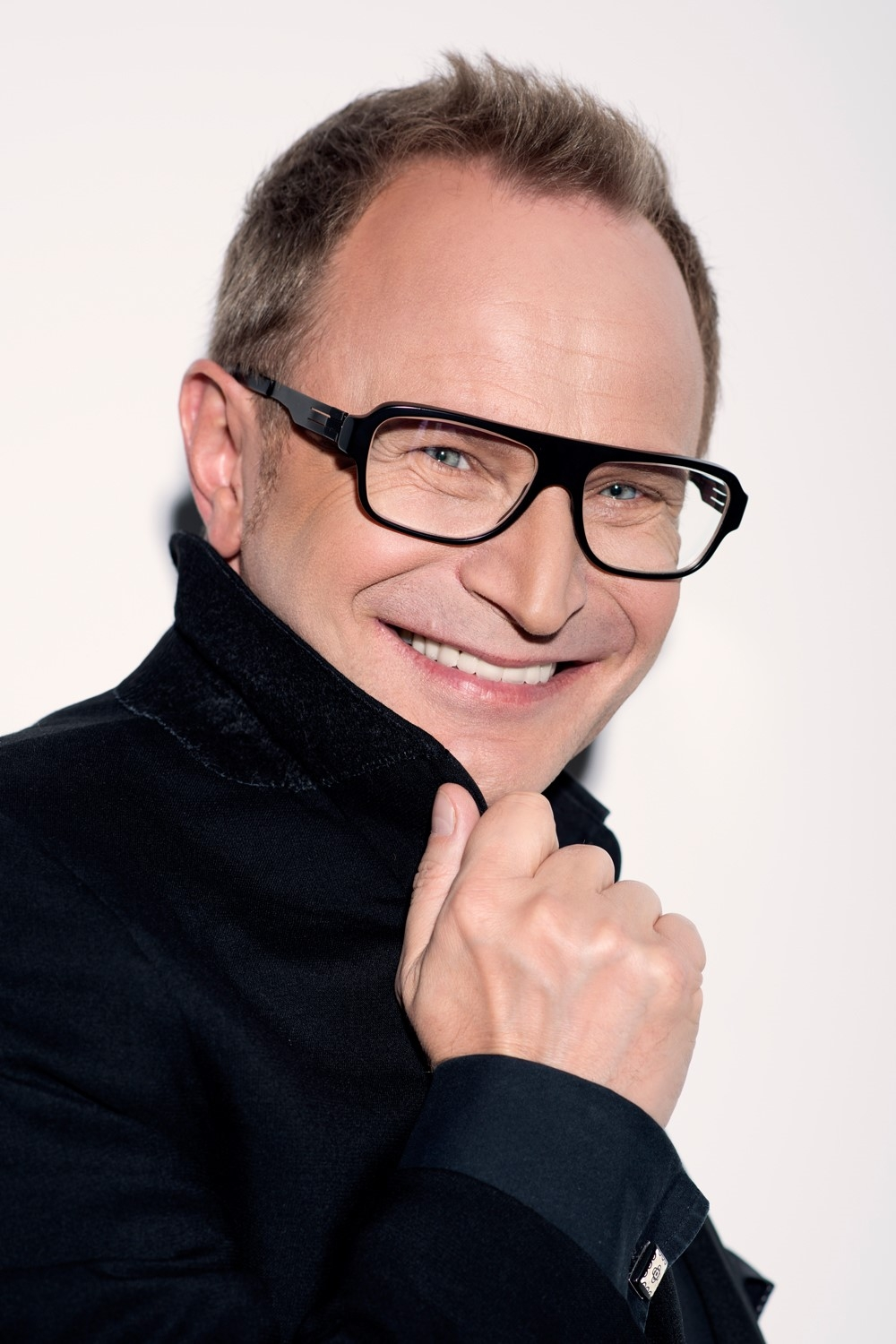
Adam Górczyński

## Kariera zawodowa
Zaczynał karierę w TVP S.A.
W latach 1989–1991 był autor wielu cykli programowych, m.in. Nie ma się z czego śmiać, Telewizja Drzwi Otwarte, Małe wiadomości DD, Szortpress, Stoper oraz program rozrywkowy Minilista przebojów. Był redaktorem naczelnym i wydawca dziecięcego pisma De De Reporter. Pracował jako reporter i realizator dla Teleexpressu, Studia Wyborczego oraz Domatora. Pełnił funkcję zastępcy dyrektora programu 2 TVP, a także szefa oprawy i promocji w programie 1 TVP.
Po odejściu z telewizji w 1994 rok rozpoczął pracę w firmie ITI, współtworząc z Mariuszem Walterem koncepcję programową nowej telewizji. Po otrzymaniu koncesji przez ITI został powołany na stanowisko prezesa zarządu i dyrektora generalnego Telewizji Wisła, późniejszej TVN Południe.
Jest współtwórcą telewizji TVN. W latach 1997–1998 był jej pierwszym dyrektorem programowym, a następnie członkiem Rady Nadzorczej.
Po odejściu założył spółkę XXL Media, działającą na rynku reklamowym, wydawniczym i telewizyjnym. Wyprodukował m.in.: O co chodzi, DeDe Reporter, Mama, tata i ja, 1, 2, 3 Śpiewaj Ty!.
Jako wydawca w ramach spółki XXL Media, która obecnie nazywa się Moda na Zdrowie stworzył autorskie czasopisma dla dzieci DD Reporter, Mix Komiks, DD Max Zabawa, Projekt Planeta (miesięcznik kilkakrotnie nagradzany przez Narodowy Fundusz Ochrony Środowiska i Gospodarki Wodnej) oraz miesięcznik Moda na Zdrowie i Moda na Farmację.
Stworzył plebiscyt Anioły Farmacji i Anioły Medycyny pod patronatem Kancelarii Prezydenta Rzeczpospolitej Jedyne w Polsce nagrody przyznawane przez pacjentów.
Obecnie pełni funkcję prezesa zarządu i redaktora naczelnego spółki Mody na Zdrowie.
Jest współautorem pierwszej Encyklopedii Unii Europejskiej.

## Nagrody i wyróżnienia
- Gran Prix na Międzynarodowym Festiwalu Twórczości Radiowej i Telewizyjnej w Pamporowie w 1991 roku;
- Nagroda specjalna Złoty dzwonek na Międzynarodowym Festiwalu programów dla Dzieci i  Młodzieży Prix Danude w Bratysławie za program Małe wiadomości DD;
- Odznaczenie BENE MERITUS przyznane przez Polskie Towarzystwo Lekarskie w 2024 roku